# العلاقات البرازيلية الفرنسية
العلاقات البرازيلية الفرنسية هي العلاقات الثنائية التي تجمع بين البرازيل وفرنسا.

## مقارنة بين البلدين
هذه مقارنة عامة ومرجعية للدولتين:
| وجه المقارنة                                              | البرازيل | فرنسا                                                    |
| --------------------------------------------------------- | --- | -------------------------------------------------------- |
| المساحة (كم2)                                             | 8.52 مليون | 643.80 ألف                                               |
| عدد السكان (نسمة)                                         | 202.66 مليون | 67.12 مليون                                              |
| الكثافة السكانية (ن./كم²)                                 | 23.79 | 104.26                                                   |
| العاصمة                                                   | برازيليا، ريو دي جانيرو | باريس                                                    |
| اللغة الرسمية                                             | برتغالية برازيلية، Brazilian Sign Language ‏ | لغة فرنسية                                               |
| العملة                                                    | ريال برازيلي، كروزيرو ريال برازيلي ‏، كروزيرو البرازيلية (1990–1993)، البرازيلي كروزادو نوفو، كروزادو برازيلي، cruzeiro ‏، كروزيرو البرازيلية (1942–1967)، الريال البرازيلي (قديم) | يورو، فرنك س ف ب، فرنك فرنسي، Livre tournois ‏            |
| الناتج المحلي الإجمالي (بليون دولار)                      | 2.06 تريليون | 2.58 تريليون                                             |
| الناتج المحلي الإجمالي (تعادل القوة الشرائية) بليون دولار | 3.22 تريليون | 2.87 تريليون                                             |
| الناتج المحلي الإجمالي الاسمي للفرد دولار أمريكي          | 8.54 ألف | 36.20 ألف                                                |
| الناتج المحلي الإجمالي للفرد دولار أمريكي                 | 15.89 ألف | 39.33 ألف                                                |
| مؤشر التنمية البشرية                                      | 0.754 | 0.888                                                    |
| رمز المكالمات الدولي                                      | +55 | +33                                                      |
| رمز الإنترنت                                              | .br | .fr، .bzh ‏، .tf، .re، .wf، .yt، .pm، .paris              |
| المنطقة الزمنية                                           | | أوروبا/باريس ‏، توقيت وسط أوروبا، توقيت وسط أوروبا الصيفي |

## مدن متوأمة
في ما يلي قائمة باتفاقيات التوأمة بين مدن برازيلية وفرنسية:
- ترتبط بورتو أليغري مع سان دوني باتفاقية توأمة منذ 1994.
- ترتبط سانتا ماريا، ريو غراندي دو سول مع دونكيرك باتفاقية توأمة.
- ترتبط فيتوريا، البرازيل مع دونكيرك باتفاقية توأمة.
- ترتبط ريو دي جانيرو مع سان تروبيه باتفاقية توأمة منذ 1969.
- ترتبط برازيليا مع Abergement-la-Ronce [الإنجليزية]‏ باتفاقية توأمة منذ 2004.
- ترتبط ريسيفي مع نانت باتفاقية توأمة.
- ترتبط سالفادور مع كايين باتفاقية توأمة.
- ترتبط كوريتيبا مع ليون باتفاقية توأمة.[17][18]
- ترتبط بليم مع فور دو فرانس باتفاقية توأمة.
- ترتبط دياديما، ساو باولو مع مونتروي باتفاقية توأمة.

## منظمات دولية مشتركة
يشترك البلدان في عضوية مجموعة من المنظمات الدولية، منها:
| علم المنظمة | اسم المنظمة                        | تاريخ انضمام البرازيل | تاريخ انضمام فرنسا |
| ----------- | ---------------------------------- | --------------------- | ------------------ |
|             | الاتحاد البريدي العالمي            | ?                     | ?                  |
|             | يونسكو                             | 4 نوفمبر 1946         | 4 نوفمبر 1946      |
|             | البنك الدولي للإنشاء والتعمير      | 14 يناير 1946         | 27 ديسمبر 1945     |
|             | مجلس الأمن التابع للأمم المتحدة    | 1946                  | 24 أكتوبر 1945     |
|             | البنك الإفريقي للتنمية             | ?                     | ?                  |
|             | نظام تحكم تكنولوجيا القذائف        | 1995                  | 1987               |
|             | منظمة الشرطة الجنائية الدولية      | ?                     | ?                  |
|             | الأمم المتحدة                      | 24 أكتوبر 1945        | 24 أكتوبر 1945     |
|             | مؤسسة التنمية الدولية              | 15 مارس 1963          | 30 ديسمبر 1960     |
|             | مجموعة العشرين                     | ?                     | 26 سبتمبر 1999     |
|             | المرصد الأوروبي الجنوبي            | 2010                  | 1962               |
|             | منظمة التجارة العالمية             | ?                     | 1995               |
|             | وكالة ضمان الاستثمار متعدد الأطراف | 7 يناير 1993          | 28 ديسمبر 1989     |
|             | الاتحاد الدولي للاتصالات           | 4 يوليو 1877          | 1866               |
|             | مجموعة الموردين النوويين           | ?                     | ?                  |
|             | مؤسسة التمويل الدولية              | 31 ديسمبر 1956        | 20 يوليو 1956      |
|             | الفريق المعني برصد الأرض           | ?                     | ?                  |
|             | منظمة حظر الأسلحة الكيميائية       | ?                     | ?                  |

## أعلام
هذه قائمة لبعض الشخصيات التي تربطها علاقات بالبلدين:
- ألبرتو سانتوس (20 يوليو 1873[26][27][28] – 23 يوليو 1932[26][27][29])
- جولييت بينوش (ممثلة فرنسية، 9 مارس 1964[30][31][32] – )
- كارلا بروني (23 ديسمبر 1967 – )
- كارلوس غصن (رجل أعمال برازيلي وفرنسي من أصل لبناني، 9 مارس 1954 – )
- موريس دريون (كاتب فرنسي، 23 أبريل 1918[33][34][35] – 14 أبريل 2009[33][34][35])
- نيلسون بيكيه (سائق سيارة سباق برازيلي، 17 أغسطس 1952 – )
- نيلسون بيكيه جونيور (سائق سيارة سباق برازيلي، 25 يوليو 1985 – )

## وصلات خارجية
- موقع وزارة الخارجية البرازيلية
- موقع وزارة الخارجية الفرنسية